# Wimpelträger-Paradiesvogel
Der Wimpelträger-Paradiesvogel (Pteridophora alberti), auch Albert-Paradiesvogel oder Wimpelträger genannt, ist eine Art aus der Familie der Paradiesvögel (Paradisaeidae). Sie ist die einzige Art in der monotypischen Gattung Pteridophora. Der Wimpelträger-Paradiesvogel ist ein vergleichsweise kleiner Paradiesvogel, der in den Bergwäldern im Zentrum Neuguineas verbreitet ist und der sich mit seinem Gefieder deutlich von dem anderer Paradiesvögel unterscheidet.
Die Art wird von der IUCN als nicht gefährdet (LC – Least Concern) eingestuft.

## Beschreibung

### Männchen
Männliche Wimpelträger-Paradiesvogel erreichen eine Körperlänge von etwa 22 cm und ein Körpergewicht von 80 bis 95 g. Kopf und Oberseite der Männchen sind schwarz, die Unterseite ist gelbbraun gefärbt. Die Flügel haben große ockerfarbene Flecken. Die Beine sind grau-braun, der Schnabel schwarz. Die Iris ist dunkelbraun.
Die Körperoberseite des Wimpelträger-Paradiesvogels ist samtschwarz. Erkennungs- und namensgebendes Merkmal dieses Paradiesvogels sind die wimpelähnlichen Strukturen an den 50 cm langen Kopffedern. Etwa 40 bis 50 dieser Blättchen mit hellblauer Ober- und rotbrauner Unterseite sitzen einseitig und regelmäßig am Schaft der hinter den Augen verwurzelten Kopffedern. Sie entspringen einem Tuff geringfügig verlängerten Federn, die sich auf Höhe der Ohrdecken befinden. Die Nackenfedern sind ebenfalls verlängert, wie die gesamte Körperoberseite können sie bei bestimmten Lichteinfall bronzegrün schimmern. Zu den weiteren auffälligen Merkmalen gehören die großen, vereinzelten schuppenartig geformten Federn in der Mitte und am unteren Rand der ansonsten schwarzen Kehle. Sie glänzen bei bestimmten Lichteinfall irisierend von grünblau bis violett. Die übrige Körperunterseite ist dunkelgelb. Das Brustgefieder ist dabei etwas glänzender, der Bürzel und die Unterschwanzdecken etwas blasser und matter. Die Federn an den Flanken sind cremefarben.
Subadulte Vögel sind zunächst wie adulte Weibchen gefiedert. Sie entwickeln dann zunächst am Kopf ein Gefieder, welches dem der adulten Männchen entspricht.

### Weibchen
Die schlichter gefärbten Weibchen erreichen eine Körperlänge von 20 Zentimeter und werden 68 bis 88 g schwer. Ihre Oberseite ist von grauer oder schwarzgrauer Farbe, die Unterseite ist cremefarben. Die aschgrauen Federn am Kopf und Hals haben feine schwarze Spitzen, so dass diese Körperpartie fein geschuppt wirkt. Hinter jedem Ohr haben sie eine und häufig sogar eine zweite leicht verlängerte und spitz zulaufende Feder. Die Federn der Flügeldecken haben blass rotbraune Säume, die Schwungfedern dagegen auf den Außenfahnen schmale weißliche Säume. Das Kinn, die Kehle sind graubraun und einem breiten graubraunen Querband auf jeder Feder, so dass auch diese Körperpartie geschuppt wikt. Die übrige Körperunterseite ist von der Brust bis zu dem Bürzel weißlich mit v-förmigen schwarzbraunen Flecken. Die Schenkel sind blass rehbraun und die Unterschwanzdecken sind rotbraun mit ebenfalls v-förmigen schwarzbraunen Flecken.

## Stimme
Der Wimpelträger-Paradiesvogel hat ein für einen Paradiesvogel ungewöhnliches Rufrepertoire. Der Balzgesang gilt als sehr schwierig zu beschreiben und ist von einigen Autoren mit dem quietschenden Geräusch verglichen worden, dass eine verrostete Eisentür beim Öffnen macht, andere Autoren haben ihn mit dem Klang verglichen, welcher beim Entweichen von Dampf erzeugt wird. Jared Diamond erinnerte der Ton an ein schlecht eingestelltes Radio. Der Gesang endet mit einem lauten Krächzen, dass noch über eine Meile entfernt vernommen werden kann.

## Verbreitung und Lebensraum
Der Wimpelträger-Paradiesvogel ist endemisch auf Neuguinea. Man findet ihn hauptsächlich im Weyland Range im westlichen Neuguinea und in einem Bereich im Süd-Osten der Insel (Kraetkegebirge). Er bewohnt dort Bergregenwälder in einer Höhe von 1500 bis 2750 m. Am häufigsten ist er in Höhenlagen zwischen 1800 und 2500 Metern anzutreffen. Der Wimpelträger-Paradiesvogel benötigt keine unberührten Wälder, er hält sich auch in leicht gestörter Umgebung und an Waldrändern auf.

## Systematik
Das Gefieder sowohl des Männchens als auch des Weibchens unterscheiden sich deutlich von dem anderer Paradiesvögel, was ihre Einordnung innerhalb der Familie der Paradiesvögel schwierig macht. Grundsätzlich weist es einige Ähnlichkeiten mit dem Gefieder der Strahlenparadiesvögel und dem Pracht-Kragenparadiesvogel auf. Alle diese Arten haben einen Kragen von leicht verlängerten Nackenfedern und metallisch glänzende Brustfedern. Die Balz des Wimpelträger-Paradiesvogels weist außerdem einzelne Elemente auf, die sich auch bei den Strahlenparadiesvögeln findet.
Die Art wird als monotypisch behandelt, nach Mayr (1962) und Gilliard (1969) kommen jedoch drei Unterarten vor. Frith & Beehler erkennen keine Unterarten an, hielten aber 1998 fest, dass die frühere Unterart P. a. hallstromi etwas längere Flügel und einen längeren Schwanz als die gleich großen P. a. alberti und P. a. buergersi besitzt.

## Lebensweise

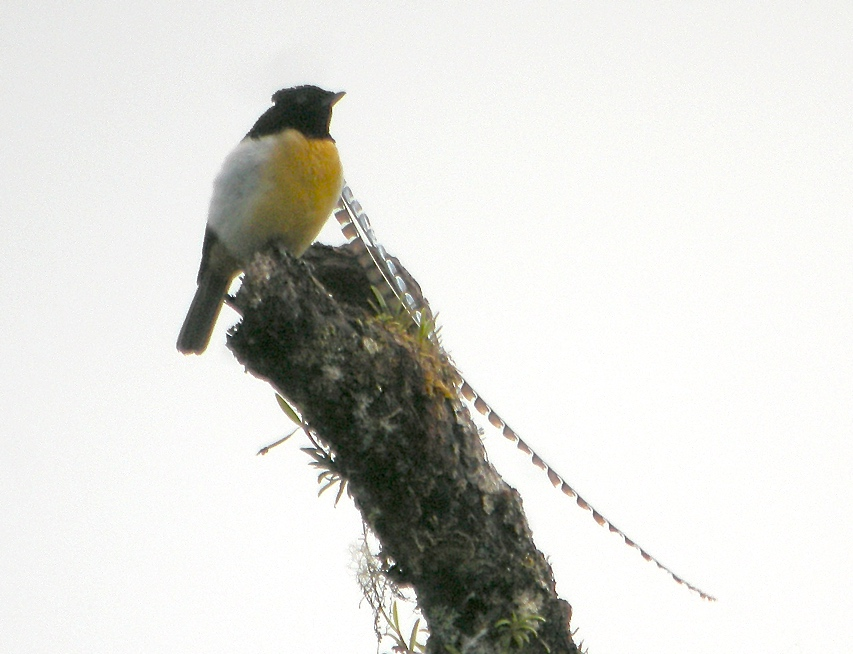
Wimpelträger-Paradiesvogel, Männchen, Papua-Neuguinea

In Bergwäldern in der Nähe der Stadt Tari halten sich die Männchen tendenziell im oberen Baumkronenbereich auf. Weibchen dagegen kommen auch auf den Erdboden oder ins Unterholz. Sie sind offenbar auch vergleichsweise ortstreu: ein in derselben Region im September 1986 beringtes Weibchen wurde an der ursprünglichen Beringungsstelle im Oktober 1987 und im Januar 1989 wieder gefangen.
Die Nahrung besteht überwiegend aus Früchten, die im Baumkronenbereich der Bergwälder heranreifen. Sie scheinen eine besondere Vorliebe für grüne Früchte zu zeigen. Der Mageninhalt von drei Individuen, die in zwei unterschiedlichen Gebieten von Papua-Neuguinea gesammelt wurden, enthielt zwischen 75 und 90 Prozent Früchte sowie 10 bis 25 Prozent Gliederfüßer. Möglicherweise fressen sie darüber hinaus auch Knospen und Blüten.
Während der Suche nach Gliederfüßern durchsuchen sie die Moose und Flechten, die entlang von Ästen mit vergleichsweise kleinem Durchmesser wachsen. Einmal wurde auch beobachtet, wie ein Wimpelträger-Paradiesvogel einen abgestorbenen Farnwedel zu einer Ansitzwarte trug und dort mit dem Schnabel auseinanderriss, während er ihn gleichzeitig mit einem Fuß festhielt.

## Fortpflanzung
Wie die überwiegende Zahl der Paradiesvögel ist auch der Wimpelträger-Paradiesvogel polygyn, das heißt, das Männchen paart sich nach Möglichkeit mit mehreren Weibchen. Das jeweilige Weibchen zieht alleine den Nachwuchs groß.

### Werben um Weibchen
Das Männchen singt zunächst von exponierten Ansitzwarten, die sich unterhalb von einigem Blattwerk im Kronenbereich von Bäumen befinden, die über den Kronenbereich umgebender Bäume herausragen. Er zeigt dabei nur wenige Verhaltensweisen, die mit einer Balz assoziiert sind. Dazu gehört ein Öffnen des Schnabels, wodurch das grünliche Schnabelinnere sichtbar wird. Durch Kopfbewegungen werden außerdem die langen Schmuckfedern des Kopfes präsentiert. Die eigentliche Balz findet unterhalb dieser Ansitzwarten. Sie setzt dann ein, wenn sich ein Weibchen einfindet. Das Männchen fliegt dann in Schlingpflanzen zwei bis 15 Meter oberhalb des Erdbodens und sitzt dort etwa einen halben Meter unterhalb des Weibchens. Er lässt dabei zischende und quietschende Rufe hören, die nur in unmittelbarer Nähe zu vernehmen sind. Währenddessen knickt und streckt er seine Beine rhythmisch, so dass die Liane, auf der er sitzt, in Schwingungen gerät. Die verlängerten Nackenfedern und die Federn der Brust des Männchens sind dabei gesträubt. Die langen Kopfschmuckfedern werden soweit gesträubt, dass sie fast waagerecht zum Erdboden in der Luft schweben. Die Wimpel werden durch die Schwungbewegungen auf und ab geschwungen. Gelegentlich hebt das Männchen die Schmuckfedern so weit an, dass sie weit über seinen Kopf ragen, dann legt er sie wieder an, so dass sie parallel zueinander über seinem Rücken liegen. Zu den weiteren Balzelementen gehört ein schnelles Flügelflattern, das meistens dann zu sehen ist, wenn das Weibchen wenig Interesse an der Balz zeigt. Auf dem Höhepunkt der Balz bringt das Männchen die Schmuckfedern nach vorne, so dass die Enden in Richtung des Weibchens zeigen. Durch Hüpfbewegungen, die erst langsam und dann zunehmend schneller werden, nähert er sich dem Weibchen. Während dieser Annäherung sind die Federn des Nackens, der Brust und die Kopfschmuckfedern gesträubt. Es kommt dann in der Regel zur Paarung.

### Nest, Gelege und Nestlinge
Das Nest ist ein offener, flacher Napf mit einem äußeren Durchmesser von etwa 17 Zentimeter. Die eigentliche Nestnapf hat ein Durchmesser von durchschnittlich 5,5 Zentimeter. Gebaut wird das Nest aus den Stängeln verschiedener epiphytischer Orchideen und sehr jungen Farnwedeln mit einer Länge von maximal 25 Zentimeter. Das Nestinnere ist überwiegend mit feinen Orchideenstängeln ausgelegt. Das Gelege besteht nur aus einem einzelnen Ei. Die Brutdauer beträgt mehr als 22 Tage. Während dieser Zeit scheint das Weibchen kleinere Singvögel, die sich mehr als ein oder zwei Meter dem Nest nähern, aktiv zu verscheuchen. Die Nestlingsdauer konnte bislang noch nicht genau bestimmt werden. Das Weibchen hudert den Jungvogel während seiner ersten sieben Lebenstage jedoch jeweils zwischen 6 und 8 Minuten und füttert zwischen drei und fünf Mal pro Stunde.

## Dedikationsnamen
Der Artzusatz alberti ehrt Albert von Sachsen, vorletzter König des Königreichs Sachsen. Im gleichen Jahr, in dem der Wimpelträger-Paradiesvogel zu Ehren von König Albert benannt wurde, wurde seiner Ehefrau eine vergleichbare Ehrung zu teil: Der Carola-Paradiesvogel ist nach ihr benannt.

## Trivia
- Der Archboldlaubenvogel, eine auf die Hochgebirge Neuguineas begrenzte große Art der Laubenvögel, die elaborierte und mit Objekten geschmückte Balzplätze baut, verwendet sehr gerne die langen Kopfschmuckfedern des Wimpelträger-Paradiesvogels als Dekoration.[14] Der Archboldlaubenvogel ahmt außerdem sehr häufig die Stimme des Wimpelträger-Paradiesvogels nach.[15]